# Альфред Друффнер
Альфред Друффнер (нім. Alfred Druffner; 28 травня 1904, Денкендорф, Німецька імперія — 30 вересня 1943, Орел, РРФСР) — німецький офіцер, оберст вермахту (1943). Кавалер Лицарського хреста Залізного хреста з дубовим листям.

## Біографія
В 1922 році вступив на службу в 13-й піхотний полк. З жовтня 1936 року — командир 14-ї (протитанкової) роти 109-го піхотного полку 35-ї піхотної дивізії, з якою взяв участь у Французькій кампанії. З кінця 1940 року — командир 2-го батальйону 519-го піхотного полку 296-ї піхотної дивізії. Учасник Німецько-радянської війни. В 1942 році очолив свій полк. Був тяжко поранений у бою. Помер у шпиталі.

## Нагороди
- Медаль «За вислугу років у Вермахті» 4-го і 3-го класу (12 років)
- Залізний хрест 2-го і 1-го класу
- Штурмовий піхотний знак в сріблі
- Німецький хрест в золоті (27 жовтня 1941)
- Медаль «За зимову кампанію на Сході 1941/42»
- Лицарський хрест Залізного хреста з дубовим листям
  - лицарський хрест (6 квітня 1943)
  - дубове листя (№ 343; 30 листопада 1943, посмертно)